# Архитектурата на Гдиня
Гдиня е млад град и в него няма сгради, които представляват архитектурни стилове като готика, ренесанс или барок. Създаденото в междувоенния период Шрудмешче има много запазени или възстановени сгради. Много от тях, като офис сградата на Полските океански линии, са образци на модернизма. Характерните бели фасади на сградите са причина предвоенна Гдиня да бъде наричана „белият град“. Сградата на Банката на Полша, разположена в Шрудмешче е образец на академичния класицизъм. Този стил, появил се в града през 20-те години на миналия век, се откроява чрез множеството декорации с колони, корнизи, пиластри и тимпани. Гръбнак на централната част на града, около който са построени предвоенните сгради, са улиците „10 Лютего“ и „Швентоянска“.
Сградите с централната част на града не са пострадали сериозно по време на Втората световна война. Пристанищните сгради са разрушени в резултат на въздушните нападения на съюзниците.
През 70-те и 80-те години на миналия век се появяват и едропанелни жилищни комплекси. Повечето от тях са разположени в Карвини (Karwiny), Хилон (Chyloń), Оксиве (Oksywie) и по-малко на брой в някои от другите квартали на града. В момента голяма част от тях са топлоизолирани и фасадите им са обновени.
След 1989 г. в града се издигат сгради с архитектура, която ги отличава от заобикалящите ги. Пример за това е построеният през 1998 г. търговски център „Батори“, чието странично крило има формата на корабен корпус. В модерната архитектура на града се вписва и залата за спорт и развлечения с форма на земна могила и с покрив, поддържан от стоманена дъгообразна греда.
Архитектурното бъдеще на града е свързано с планове за оживяване на Мендзитоже (Międzytorze), съчетано с промяната на неговия характер. Има също така планове за разширяване на яхтения басейн и превръщане на околностите на Музикалния театър в културен център на Гдиня.

## Забележителности и туристически атракции
Най-старата сграда в Гдиня е католическата църква от тринадесети век „Св. Архангел Михаил“ в Оксиве. Тя е функционирала като единствен храм за жителите на село Оксиве и дълго време е била единствената сграда с исторически характер. Сградите, които в момента имат статут на забележителности, започват да се появяват през деветнадесети век в Орлово и Мали Кацк. Предоставянето на общински права на град Гдиня и неговото разширяване водят до появата на нови забележителности и паметници. Днес такива са сградите в цялото Шрудмешче, вилни сгради в Каменна Гура и Орлово. Те са включени в списъка на недвижимите паметници. В резултат на това повечето от тях са редовно поддържани и обновявани.
В Гдиня най-много паметници могат да бъдат видени в центъра на града. Тук се намират паметниците на Джоузеф Конрад (в края на площад „Кошчюшко“) и двата паметника на жертвите от декември 1970 г. Туристите могат да посетят и терасата с изглед на телекомуникационната кула на хълма Донас в квартал Домброва (Dąbrowa).

## Небостъргачи
В района на Гдиня се намират няколко сгради, признати за небостъргачи. Повечето от тях са част от по-големи комплекси, обслужващи обитателите на високите сгради. Най-висок е комплексът Sea Towers, завършен през февруари 2009 г. Това е най-високата жилищна сграда на южното крайбрежие на Балтийско море. По-високата кула е 141,6 м (36 етажа), а по-ниската е 91 м (28 етажа). Намират се близо до площад „Кошчюшко“. Два съседни жилищни небостъргача се извисяват над района на Витомин. В семейния център „Витава“ е построена по-малка и по-ниска 14-етажна сграда. Срещу нея е разположена по-широка 15-етажна сграда. Цялата структура, предназначена за апартаменти, е построена през 2003 г. В Редлово жилищният и обслужващ комплекс включва т. нар. Редловска каскада (Redłowska Kaskada), пусната в експлоатация през 2006 г. Тази 17-етажна сграда е проектирана в кубистичен стил. Също в Редлово се намира Редловски сток A, завършен през 2002 г. И двете сгради а предназначени за жилищни цели. 15-етажният универсален магазин „Хилониа“, построен в началото на 90-те години, е предназначен за жилищни и търговски цели. Това е единствената панелна сграда в Гдиня с повече от 11 етажа, от които първите четири и приземният етаж са заети от универсален магазин. Единствената офис сграда в тази категория е Балтийски бизнес център. Тази 14-етажна сграда изпълнява своята функция от 1996 г. През комунистическата епоха близо до Музикалния театър е построен 12-етажен хотел „Гдиня“. Планира се ремонт и преустройство на основната му сграда и разширяване на заобикалящите я обекти.